# Hwang Jun-ho
Hwang Jun-ho (* 3. August 1993) ist ein ehemaliger südkoreanischer Skilangläufer.

## Werdegang
Hwang trat von 2010 bis 2017 an FIS-Rennen und beim Skilanglauf-Far-East-Cup an. Seine beste Platzierung dabei war der vierte Platz über 10 km klassisch im Februar 2015 in Pyeongchang. Bei den südkoreanischen Skilanglaufmeisterschaften 2013 wurde er Zweiter im 30-km-Massenstartrennen und Erster über 15 km klassisch. 2014 wiederholte er diese Platzierungen und gewann ebenfalls im Sprint. Bei den Olympischen Winterspielen 2014 in Sotschi belegte er den 68. Platz über 15 km klassisch. Im Januar 2015 gewann er bei den südkoreanischen Skilanglaufmeisterschaften erneut die Goldmedaille im Sprint. Im Sommer 2015 startete er im Australia/New-Zealand-Cup. Dabei belegte er in Snow Farm den zweiten Platz im Sprint und siegte im 15-km-Massenstartrennen. Er erreichte damit den fünften Platz in der Gesamtwertung. Zu Beginn der Saison 2015/16 lief er bei der Nordic Opening in Ruka, die er vorzeitig beendete, erstmals im Weltcup. Dabei belegte er den 105. Platz im Sprint und den 103. Rang über 10 km klassisch. Im September 2016 kam er in Snow Farm auf den dritten Platz über 10 km Freistil und auf den zweiten Rang im Sprint und erreichte damit den zehnten Platz in der Gesamtwertung des Australia/New-Zealand-Cups. Bei den Winter-Asienspielen 2017 in Sapporo holte er die Bronzemedaille mit der Staffel. Im Februar 2017 startete er in Pyeongchang letztmals im Weltcup und erreichte mit dem 49. Platz im Sprint seine beste Platzierung in dieser Rennserie.

## Siege bei Continental-Cup-Rennen
| Nr. | Datum           | Ort       | Disziplin            | Serie                     |
| --- | --------------- | --------- | -------------------- | ------------------------- |
| 1.  | 29. August 2015 | Snow Farm | 15 km klassisch Mst. | Australia/New Zealand Cup |